# José Bernardo Alcedo
José Bernardo Alcedo (Lima, 20 de agosto de 1788 — 28 de dezembro de 1878) foi o mais importante compositor peruano do século XIX. 
Estudou música no Convento de San Agustín e, aos 18 anos de idade, compos sua Missa em ré maior.
Alcedo foi vencedor do concurso para escolher o hino nacional peruano, patrocinado pelo General José de San Martín, em 1821.
Em 1822 Alcedo foi para o Chile como soldado da banda militar. Em Santiago de Chile abandonou o exército e dedicou-se à música. Em 1833 juntou-se ao coro da catedral de Santiago. Em 1846 tornou-se mestre de capela.
Morou no Chile por quarenta anos, retornando ao Peru em 1864. Tornou-se diretor da Banda Militar Peruana e presidente da filarmônica. Passou seus últimos anos no Peru. Escreveu o livro Filosofía Elemental de la Música (1869), onde fala sobre a música dos quechuas. Compôs canções populares, numerosos trabalhos religiosos e militares.

## Algumas obras
- "Somos libres, seámoslo siempre", Hino Nacional do Peru
- "Himno al 2 de mayo", marcha
- Miserere (1872)
- Missa en Re maior
- Missa en Mi bemol
- Missa en Fa maior
- "Canción para la Batalla de Ayacucho"
- "Pasión para el Domingo de Ramos"
- "Pasión para el Viernes Santo"
- La Araucana,abretura militar para orquestra
- "La Chicha", "La Cora" e "La Pola", canções populares